# Sérgio Mendes
Sérgio Santos Mendes (Portugés Brasiler: [ˈsɛʁʒju ˈsɐ̃tuz ˈmẽdʒis]), Niterói, 11 de febrer de 1941) - Los Angeles, 5 de setembre de 2024 era un músic brasiler. La seva carrera va començar amb èxits mundials de la seva banda Brasil '66. Té més de 55 àlbums de bossa nova molt barrejada amb jazz i funk. Va ser nominat a l'Òscar a la millor cançó original el 2012 com a coautor de la cançó Real in Rio de la pel·lícula d'animació Rio.
Mendes era un exemple únic de músic brasiler conegut principalment als Estats Units, on es van enregistrar els seus àlbums i on van tenir lloc la major part de les seves gires.
Mendes estava casat amb Gracinha Leporace, qui havia actuat amb ell des de principis dels anys setanta, quan va substituir Lani Hall. Mendes també havia col·laborat amb molts artistes al llarg dels anys, entre ells The Black Eyed Peas, amb qui va tornar a enregistrar l'any 2006 una versió del seu gran èxit Mas que nada.

## Biografia

### Primeres passes
Mendes va néixer a Niterói, estat de Rio de Janeiro, fill d'un metge. Va assistir al conservatori local amb l'esperança de convertir-se en pianista clàssic. A mesura que va créixer el seu interès pel jazz, va formar un trio amb pianistes de jazz com Bud Powell i Horace Silver i van començar a tocar en discoteques com Little Club o el Bottle's Bar del famós Beco das Garrafas a finals dels anys 50, just quan estava emergint la bossa nova, un derivat de la samba amb reflex del jazz. Mendes va tocar amb Antônio Carlos Jobim (considerat com a mentor) i molts músics de jazz nord-americans que van anar de gira pel Brasil.
Mendes va formar el Sexteto Bossa Rio i va enregistrar Dance Moderno el 1961. De gira per Europa i els Estats Units, Mendes va enregistrar àlbums amb Cannonball Adderley i Herbie Mann i va tocar al Carnegie Hall. Mendes es va traslladar als Estats Units el 1964 i va fer dos àlbums sota el nom del grup Sergio Mendes & Brasil '65 amb Capitol Records i Atlantic Records.
Mendes es va convertir en soci de ple dret de Richard Adler, un nord-americà nascut a Brooklyn que abans havia portat Bossa Trés més dos ballarins, Joe Bennett i un soci brasiler, per aparèixer a The Ed Sullivan Show el 1963. També l'acompanyaven Jobim; Flávio Ramos i Aloísio de Oliveira, un productor discogràfic i televisiu de Rio que abans havia estat membre del grup de suport Bando da Lua, que acompanyava la Carmen Miranda. El Sindicat de Músics només va permetre que aquest grup aparegués en un programa de televisió i fes una aparició al club Basin Street East abans d'ordenar-los que abandonessin els Estats Units. Quan es va formar el nou grup Brasil '65, Shelly Manne, Bud Shank i altres músics de la costa oest van incorporar Mendes i els altres al indicat de músics locals. Richard Adler i Mendes van formar Brasil '65, que estava format per Wanda Sá i Rosinha de Valença, així com el Sergio Mendes Trio. El grup va enregistrar els àlbums In Person at El Matador amb Atlantic i Brasil '65 amb Capitol.

### Brasil '66

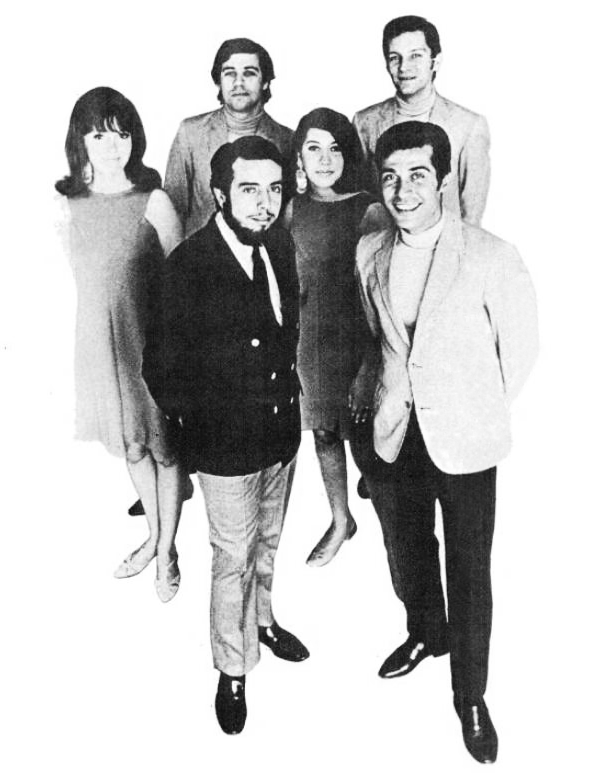
Sergio Mendes & Brasil '66

Tots els àlbums de jazz de Mendes per a Atlantic Records, a través de Nesuhi i Ahmet Ertegun, van tenir vendes baixes. Richard Adler va suggerir que Mendes i el grup cantés en anglès, així com en portuguès com Mendes havia exigit, i Adler va buscar nou material basat en anglès com Goin' Out of My Head de Teddy Randazzo i Bobby Weinstein. Per poder cantar aquestes cançons correctament en anglès, Adler va suggerir que el grup trobés dues noies cantants americanes que cantessin tant en anglès com en portuguès. Adler va trucar al seu amic Jerry Dennon i als fundadors d'A&M Records, Herb Alpert i Jerry Moss, i va organitzar una audició per al nou grup de Mendes, que es va anomenar "Brasil '66". Alpert i Moss van signar Mendes i el seu grup a A&M Records. Llavors, Adler es va adreçar als Ertegun Brothers a Atlantic Records i va intentar que alliberessin Mendes del seu contracte d'Atlantic Jazz. Ahmet va acceptar que li permetés gravar àlbums amb el nom de "Sergio Mendes i Brasil '66" amb A&M. Mendes no va ser a aquesta reunió, només Adler i Ahmet Ertegun. Alpert va agafar el relleu com a productor dels àlbums d'A&M, i el grup va tenir un gran èxit amb el seu primer senzill, Mas que Nada, amb lletra de Jorge Ben Jor.
El primer disc d'A&M va ser Herb Alpert Presents Sergio Mendes & Brasil '66, disc que va ser platí basat en gran part en l'èxit del senzill "Mas que Nada" (amb portada de Jorge Ben) i el suport personal d'Alpert, amb qui Mendes va fer gira.
La formació original del Brasil '66 era Mendes (piano), les vocalistes Lani Hall (posteriorment dona d'Alpert) i Sylvia Dulce Kleiner (Bibi Vogel) (1942 - 2004), Bob Matthews (baix), José Soares (percussió) i João Palma (1943 - 2016) (bateria). John Pisano (1931 -) tocava la guitarra. Aquesta nova formació va gravar dos àlbums més entre 1966 i 1968 (incloent-hi l'LP més venut Look Around), abans que hi hagués un canvi important de personal per al seu quart àlbum Fool on the Hill.
Mendes va canviar sovint la formació. Així, el vocalista Kleiner (Bibi Vogel) va ser substituït per Janis Hansen, que al seu torn va ser substituïda per Karen Philipp. El veterà bateria Dom Um Romão va fer equip amb Rubens Bassini per assumir les funcions de percussionista. Claudio Slon es va unir al grup com a bateria el 1969 i va continuar tocant amb Mendes durant gairebé una dècada. Sebastião Neto va agafar el relleu al baix i Oscar Castro-Neves a la guitarra. Aquests canvis van donar al grup un so més orquestral que abans. A principis de la dècada del 1970, el cantant principal Hall va seguir una carrera en solitari i es va convertir en la segona esposa d'Alpert. Algunes cròniques afirmen que Mendes va estar molest amb Alpert durant anys per "robar" Hall del seu grup.
Tot i que els seus primers senzills amb Brasil '66 (sobretot Mas que Nada) van tenir un cert èxit, Mendes va esclatar realment en el protagonisme general quan va interpretar The Look of Love, nominada a l'Oscar, durant la retransmissió dels Premis de l'Acadèmia l'abril de 1968. La versió del Brasil '66 de la cançó es va situar ràpidament en el top 10, arribant al número 4, eclipsant la versió de Dusty Springfield de la banda sonora de la pel·lícula Casino Royale . Mendes va passar la resta de 1968 gaudint de consecutius èxits al top-10 i top-20 amb els seus següents senzills The Fool on the Hill i Scarborough Fair. A partir de 1968, Mendes va ser sens dubte l'estrella brasilera més gran del món i va gaudir d'una immensa popularitat, actuant fins i tot a la Casa Blanca, on va actuar per als presidents Lyndon B. Johnson i Richard Nixon. El grup Brasil '66 va estar present a l'Exposició Universal d'Osaka, Japó el juny de 1970.

### Etapa central de la carrera
La dècada de 1970 va suposar una maduració i estabilització de Mendes dins el mercat nord-americà, amb una millora de la popularitat al Japó i Amèrica del Sud. Els seus dos àlbums amb Bell Records el 1973 i el 1974, seguits d'altres enregistrats amb Elektra a partir de 1975, com ara "Brasil '88", va permetre que Mendes continués explotant el millor de la música pop nord-americana i dels lletristes post-bossa del seu Brasil natal, alhora que forjava llaços amb el soul, gràcies a col·laboradors com Stevie Wonder, qui va escriure l'èxit menor de Mendes, The Real Thing.
L'any 1983, es va incorporar a la discogràfica A&M d'Alpert i va tenir èxit amb un àlbum homònim i diversos àlbums posteriors, tots els quals van rebre una considerable repercussió comercial i van figurar a les llistes d'èxits. Never Gonna Let You Go, amb la veu de Joe Pizzulo i Leeza Miller, va igualar l'èxit del seu senzill de 1968 The Look of Love en assolir el núm. 4 a la llista Billboard Hot 100 ; també va passar quatre setmanes al capdavant de la llista d'adults contemporània de Billboard. L'any 1984, va enregistrar l'àlbum Confetti, que incloïa les cançons Olympia, que també es va utilitzar com a tema principal dels Jocs Olímpics d'aquell any, i Alibis, que va assolir el número 5 a la llista A/C i el número 29 de la Hot 100. La dècada de 1980 també va veure que Mendes va tornar a treballar amb la cantant Lani Hall a la cançó No Place to Hide de l'àlbum Brasil '86, i com a productor de la seva veu a la cançó principal de la pel·lícula de James Bond Mai diguis mai més.
Quan el 1992 Mendes va llançar el seu àlbum Brasileiro (amb Elektra), guanyador d'un Grammy, era el «mestre indiscutible del jazz brasiler d'inflexió pop», segons la plataforma ArtRock Store. El renaixement de la música lounge de finals de la dècada de 1990 va facilitar la retrospecció i respecte a l'obra de Mendes, especialment als àlbums clàssics del Brasil '66.

### Darrera etapa

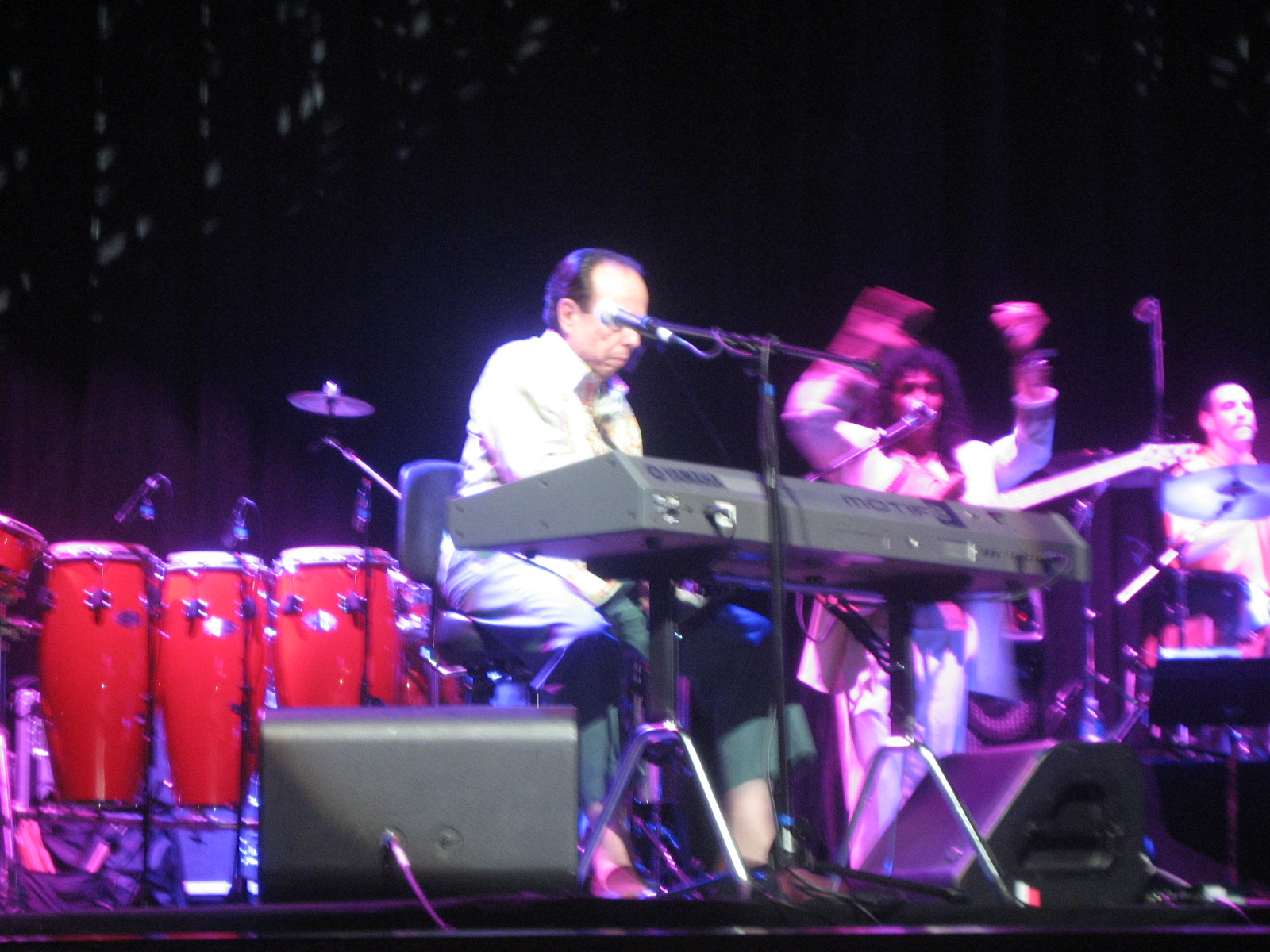
Sergio Mendes 2008

L'àlbum Timeless, llençat el 14 de febrer de 2006 per Concord Records, compta amb una àmplia gamma d'artistes convidats de hip hop neo-soul i alternatiu, com ara The Black Eyed Peas, Erykah Badu, Black Thought, Jill Scott, Chali 2na de Jurassic 5, India.Arie, John Legend, Justin Timberlake, Q-Tip, Stevie Wonder i Pharoahe Monch.
La versió regravada del 2006 de Mas que nada amb The Black Eyed Peas comptava amb veus addicionals de Gracinha Leporace (dona de Mendes); aquesta versió s'inclou a Timeless. Al Brasil, la cançó també és coneguda per ser el tema principal del programa Estrelas, de la TV Globo. La versió de Black Eyed Peas conté un sampleig del seu èxit de 2004, Hey Mama. La cançó regravada es va fer popular a moltes llistes europees. A la llista de singles del Regne Unit, la cançó va entrar al núm. 29 i va pujar fins a assolir la 65a. posició a la seva segona setmana a la llista.
Va participar en el projecte de vídeo experimental fet per Pharrell Williams enregistrant el seu èxit Happy durant 24 hores per diversos artistes mentre recorrien Los Angeles cantant a càmera.
Mendes va ser coproductor dels àlbums de bandes sonores de dues pel·lícules d'animació sobre la seva terra natal: Rio de 2011 i la seva seqüela de 2014.
Després de 18 mesos de tancament dels espectacles causat per la pandèmia de COVID, el retorn va ser un moment especial per a Sérgio Mendes i va realitzar un dels primers concerts del Hollywood Bowl l'estiu del 2021.
Sérgio Mendes actuarà al Festival de Jazz de Barcelona en l'edició 2023 i al Palau de la Música Catalana.

## Discografia

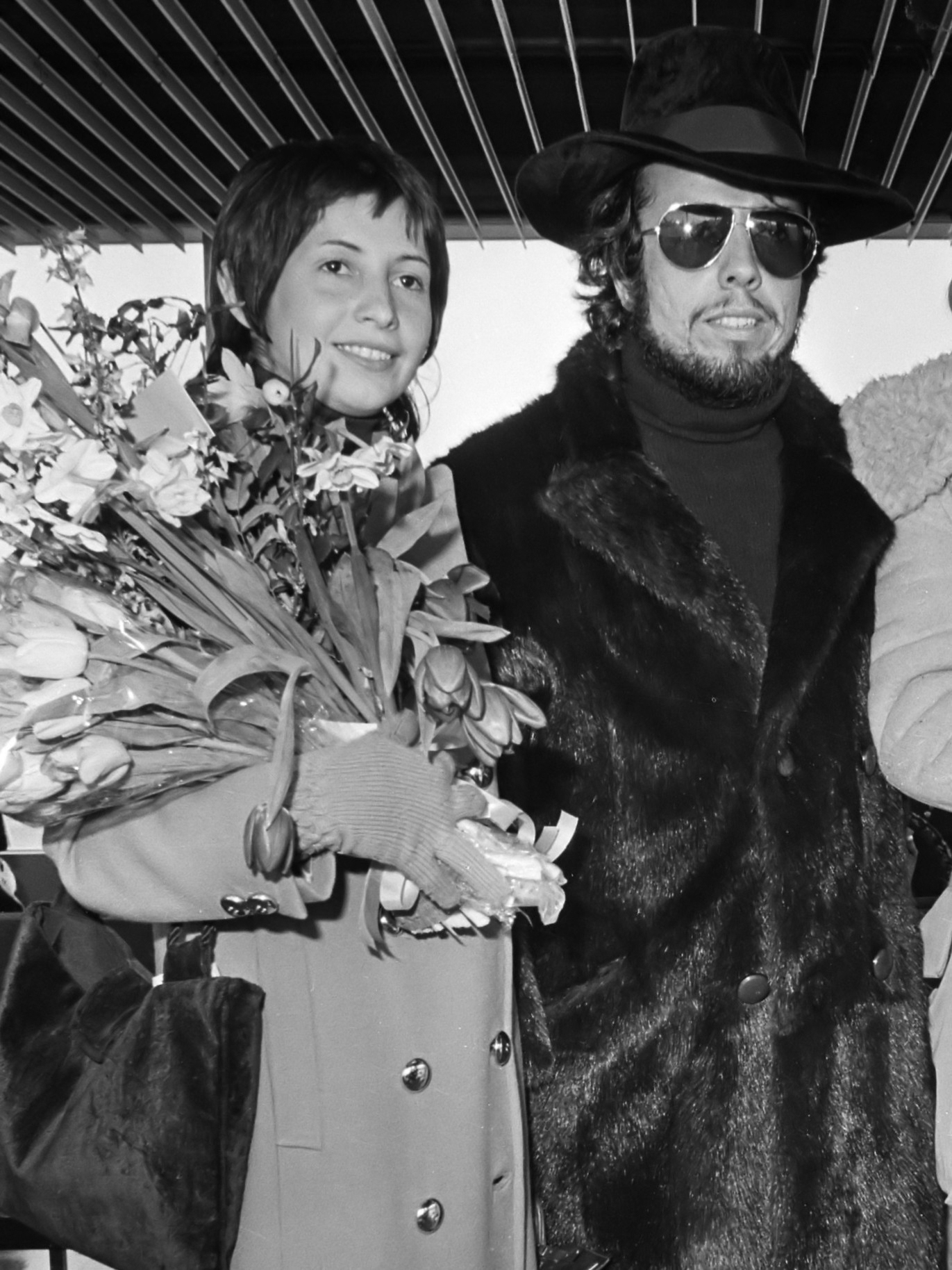
Gracinha Leporace i Mendes, 1971

| - 1961: Dance Moderno (Philips) - 1962: Cannonball's Bossa Nova (Riverside / Capitol Records) - 1963: Você Ainda Não Ouviu Nada! (també conegut com The Beat of Brazil) (Philips) - 1964: The Swinger from Rio (també conegut com a Bossa Nova York) (Atlàntic) - 1965: En persona a El Matador (Atlàntic) - 1965: Brasil '65 (també conegut com A la bossa brasilera) (Capitol) - 1965: The Great Arrival (Atlàntic) - 1966: Herb Alpert presenta: Sergio Mendes i Brasil '66 (A&M) - 1967: Equinocci (A&M) - 1967: Nits tranquil·les (Philips) - 1967: Mira al voltant (A&M) - 1968: Fool on the Hill (A&M) - 1968: Coses preferides de Sergio Mendes (Atlàntic) - 1969: Crystal Illusions (A&M) - 1969: Ye-Me-Lê (A&M) - 1969: La història de. . Sergio Mendes i Brasil '77 (també conegut com, Itàlia - Brasil, A&M) - 1970: Live at Expo '70 (inèdit als EUA, A&M) - 1970: Quietud (A&M) - 1971: País Tropical (A&M) - 1971: Giorno (A&M) - 1972: Four Sider (A&M, doble àlbum recopilatori) - 1972: Primal Roots (també conegut com a Raízes - Brasil) (A&M) | - 1973: Love Music (campana) - 1974: Vintage 74 (campana) - 1975: Sérgio Mendes (també conegut com I Believe - Brasil) (Elektra) - 1976: Cuina casolana (Elektra) - 1977: Sergio Mendes i el Nou Brasil '77 (Elektra) - 1977: Pelé (Atlàntic) - 1978: Brasil '88 (Elektra) - 1979: Alegria (també conegut com Horizonte Aberto - Brasil) (WEA) - 1979: Magic Lady (Elektra) - 1980: The Beat Of Brazil (Atlàntic) - 1983: Sergio Mendes (A&M) - 1984: Confetti (A&M) - 1986: Brasil '86 (A&M) - 1989: Arara (A&M) - 1992: Brasileiro (Elektra) - 1993: Oceano (Verve) - 1999: Matrix (Concord) - 2006: Timeless (Concord) - 2007: Encanto (Concord) - 2009: Bom Tempo (Concord) - 2014: Màgia (Okeh) - 2020: A la clau de l'alegria (Concord) |

## Premis

### Premis Oscar
| Curs | Categoria             | Treball      | Resultat |
| ---- | --------------------- | ------------ | -------- |
| 2012 | Millor Cançó Original | "Real a Rio" | Nominat  |

### Premis Grammy
| Curs | Categoria                                    | Destinatari                            | Resultat  |
| ---- | -------------------------------------------- | -------------------------------------- | --------- |
| 1969 | Millor actuació pop d'un duo o grup amb veu  | The Fool on the Hill                   | Nominat   |
| 1993 | Millor àlbum de música del món               | Brasileiro                             | Guanyador |
| 2007 | Millor actuació urbana/alternativa           | Mas que Nada, amb Black Eyed Peas      | Nominat   |
| 2007 | Millor actuació urbana/alternativa           | That Heat, amb Erykah Badu i will.i.am | Nominat   |
| 2011 | Millor àlbum de música del món contemporània | Bom Tempo                              | Nominat   |
| 2015 | Millor àlbum de música del món               | Màgia                                  | Nominat   |

### Premis Grammy Llatins
| Curs | Categoria                                 | Destinatari                       | Resultat  |
| ---- | ----------------------------------------- | --------------------------------- | --------- |
| 2005 | Premi a tota la vida                      | Sérgio Mendes                     | Guanyador |
| 2006 | Enregistrament de l'any                   | Mas que Nada, amb Black Eyed Peas | Nominat   |
| 2006 | Millor àlbum de pop contemporani brasiler | Timeless                          | Nominat   |
| 2008 | Millor cançó brasilera                    | Acode amb Vanessa da Mata         | Nominat   |
| 2010 | Millor àlbum de pop contemporani brasiler | Bom Tempo                         | Guanyador |